# Sarah Rose Karr
Sarah Rose Karr (California, 13 novembre 1984) è un'attrice statunitense.
Inizia nel 1990 a soli 6 anni nel film Un poliziotto alle elementari. È nota per aver interpretato Emily Newton in Beethoven e Beethoven 2.
Si è ritirata dal cinema nel 1995 e dal 2001 frequenta un college in Florida.

## Filmografia
- Un poliziotto alle elementari (Kindergarten Cop), regia di Ivan Reitman (1990)
- Il padre della sposa (Father of the Bride), regia di Charles Shyer (1991)
- Homewrecker (1992)
- Beethoven, regia di Brian Levant (1992)
- Beethoven 2 (Beethoven's 2nd), regia di Rod Daniel (1993)
- The Four Diamonds (1995)